# Alice Krigeová
Alice Maud Krigeová (* 28. června 1954 Upington, Kapsko) je jihoafrická herečka žijící ve Spojeném království.
Profesionálně debutovala v britské televizi v roce 1979, o rok později se objevila v televizním filmu A Tale of Two Cities. Roku 1981 hrála Sybil Grodonovou v Oscarem oceněném snímku Ohnivé vozy. V průběhu 80. a 90. let 20. století také hostovala např. v seriálech Profesionálové, To je vražda, napsala či Beverly Hills 90210. V roce 1996 ztvárnila postavu borgské královny ve sci-fi filmu Star Trek: První kontakt, přičemž tuto roli si zopakovala také v závěrečné dvojepizodě „Dohra“ (2001) seriálu Star Trek: Vesmírná loď Voyager a v jednom díle animovaného seriálu Star Trek: Lower Decks (2021). Za výkon v Prvním kontaktu získala cenu Saturn pro nejlepší herečku ve vedlejší roli. Objevila se i v dalších sci-fi, např. v minisérii Dinotopie. Hrála také např. v seriálech Zákon a pořádek: Zločinné úmysly, 4400 či Vraždy v Midsomeru.